# Anagyrus californicus
Anagyrus californicus är en stekelart som först beskrevs av Compere 1947.  Anagyrus californicus ingår i släktet Anagyrus och familjen sköldlussteklar. Inga underarter finns listade i Catalogue of Life.